# Teatre de Jerusalem
El Teatre de Jerusalem (en hebreu: תיאטרון ירושלים) és un centre per a les arts escèniques a la ciutat de Jerusalem, a Israel. El teatre es va inaugurar l'any 1971. El complex està format pel Teatre Sherover, amb capacitat per 950 persones, la Sala simfònica Henry Crown (seu de l'Orquestra Simfònica de Jerusalem), amb 750 llocs, l'Auditori Rebecca Corona, amb 450 llocs, i un petit teatre amb capacitat per 110 persones. Diverses exposicions d'art s'exposen en el vestíbul principal i altres espais a l'edifici, que posseeix un restaurant i una llibreria en la planta baixa.